# Малое Рыбушкино
Ма́лое Ры́бушкино (тат. Кече Ырбишча) — село в Краснооктябрьском районе Нижегородской области, находящееся по соседству с селом Большое Рыбушкино и неподалёку от сёл Овечий Овраг, Уразовка, Мочалей.

## История
Согласно легенде, хранимой в памяти нынешних жителей Большого и Малого Рыбушкино, «когда-то давно» в их родные места с юго-запада, с Мещеры, из татарской деревни Азеево пришли люди. Во главе их была знатная женщина тюркского происхождения. Первое название, которое дали переселенцы своей деревне, было Аджа-аул (деревня госпожи). Степень достоверности этой легенды о перемещении групп лиц тюркского происхождения (мишарей) во главе со знатной женщиной подтверждается документальными источниками. К 1556 году относится письменная просьба знатного и влиятельного ногайского татарина Арслана-мирзы, высказанная Ивану Грозному: о пожаловании ему двух женщин (одной из Азеева из Рязани, другой из Касимова, из деревни Рыбушкино). Значит, можно считать, что деревня Рыбушкино появилась во второй половине XVI века, в период 1556—1584 годов.
С 1810 года её название звучало как село Большое Рыбушкино. Существует несколько версий об этимологии названия села. Татарское название селения «Ырбишча». Одно из предположений вытекает из схожего топонима тюркского происхождения — названия древнего татарского городка Ирбит (Эрбет). «Ырыб» — древнетюркское слово, означающее «место сбора для купли-продажи». По другой версии, здесь в речке Чембилейке водилась разная мелкая рыба, и проходящие заметили: «Ну, и рыбище тут!»; по третьей версии здесь обитали «рбтче» (жители «раббат»), и русские чиновники, восприняв это по-своему, записали «рыбище».

## Инфраструктура
После революции 1917 года, когда закрывались религиозные учреждения, одной из немногих уцелевших мечетей Нижегородской области была мечеть села Малое Рыбушкино.

## Население
| 2002 | 2010 |
| ---- | ---- |
| 900  | ↘878 |

## Известные уроженцы
- Фархат Мустафин — заслуженный мастер спорта СССР по греко-римской борьбе, бронзовый призёр Олимпийских игр 1976. Чемпион мира 1974, 1975 в полулёгком весе. Чемпион Европы 1974, 1976. Серебряный призёр чемпионата мира 1977, чемпионатов Европы 1975, 1977. Чемпион СССР 1972—1974.
- Имиль Шарафетдинов — мастер спорта международного класса по греко-римской борьбе, чемпион мира по борьбе на поясах в 2007 в Уфе, призёр чемпионата мира по греко-римской борьбе 2010 в Москве, трёхкратный чемпион России (2010, 2012, 2018), победитель нескольких гран-при, призёр Кубка мира в составе сборной России.